# 로베르토 로페스 우파르테
로베르토 로페스 우파르테(스페인어: Roberto López Ufarte, 1958년 4월 19일, 페스 ~)는 스페인의 전 축구 선수로, 현역 시절 공격수로 활동하였다.
작은 악마로 수식되는 그는 14년 현역 시절 중 대부분에 해당하는 12년을 레알 소시에다드에서 보냈는데, 이 기간 동안 2번의 라 리가 우승을 차지하였다. 그는 아틀레티코 마드리드와 베티스에서도 활동했는데, 도합하여 418번의 경기에 출전해 112골을 넣었다.
우파르테는 1982년 FIFA 월드컵에서 스페인 국가대표팀 일원으로 참가하기도 했다.

## 클럽 경력
로페스 우파르테는 모로코 페스 출신이다. 그의 부모는 각각 안달루시아와 카탈루냐 출신으로, 구직을 목적으로 해외로 이민했다가 로베르토가 8세였을 때 바스크 지방의 이룬으로 돌아와 정착하였다. 인근의 레알 우니온에서 선수로 활약하던 도중 레알 소시에다드에 포착되었고, 1975-76 시즌에 라 리가 무대 신고식을 치렀는데, 첫 출전 경기는 1975년 11월 30일, 아틀레틱 빌바오와의 원정 더비 경기로, 0-2로 패했는데, 로페스 우파르테의 나이는 불과 17세였다. 이후, 그는 1군의 주축 선수로 성장하여 리그 2연패를 거둔 시기에 도합 63경기 출전 16골을 기록했다.
우파르테는 1986-87 시즌에 리그에서 33경기 출전 10골의 성과를 내고 코파 델 레이 우승을 거둔 뒤 1987년에 산 세바스티안을 떠났는데, 그는 파랑-하양 군단 소속으로 도합 474번의 공식 경기에 출전해 129골을 기록하였다.
아틀레티코 마드리드 소속으로 리그 3위를 차지한 한 시즌을 보내고, 로페스 우파르테는 베티스에서 무릎 부상으로 투병하다가 31세의 나이로 은퇴했는데, 소속 구단은 시즌 후 세군다 디비시온으로 강등되었다. 그는 첫 소속 구단이었던 레알 우니온으로 돌아와 여러 감독을 보좌하였고, 이후 같은 구단의 단장직도 맡게 되었다.

## 국가대표팀 경력
로페스 우파르테는 스페인 국가대표팀 경기에 5년 동안 15번 출전하였다. 그가 출전한 첫 경기는 2-1로 이긴 스위스와의 1977년 9월 21일 친선경기였다.
우파르테는 스페인을 대표로 안방에서 열린 1982년 FIFA 월드컵에 참가하였는데, 1-2로 패한 서독과의 2차 조별 리그 경기에서 국가대표팀 마지막 경기를 치렀다.

### 국가대표팀 득점 기록
| #  | 날짜             | 경기장                          | 상대       | 점수 | 결과 | 대회               |
| -- | ---------------- | ------------------------------- | ---------- | ---- | ---- | ------------------ |
| 1. | 1977년 9월 21일  | 스위스 베른 방크도르프슈타디온  | 스위스     | 2–1  | 2–1  | 친선경기           |
| 2. | 1981년 10월 14일 | 스페인 발렌시아 루이스 카사노바 | 룩셈부르크 | 1–0  | 3–0  | 친선경기           |
| 3. | 1981년 10월 14일 | 스페인 발렌시아 루이스 카사노바 | 룩셈부르크 | 3–0  | 3–0  | 친선경기           |
| 4. | 1981년 11월 18일 | 폴란드 우치 ŁKS                 | 폴란드     | 1–0  | 3–2  | 친선경기           |
| 5. | 1982년 6월 16일  | 스페인 발렌시아 루이스 카사노바 | 온두라스   | 1–1  | 1–1  | 1982년 FIFA 월드컵 |

## 수상
레알 소시에다드

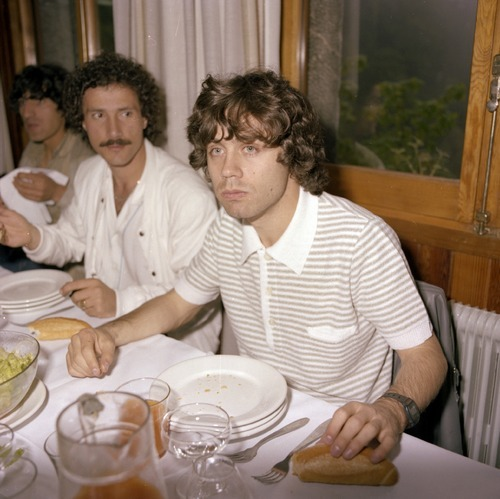
1981년의 로페스 우파르테

- 라 리가: 1980–81, 1981–82
- 코파 델 레이: 1986–87
- 수페르코파 데 에스파냐: 1982

## 같이 보기
- 해외 출신 스페인 축구 국가대표팀 선수 목록